# Huawei Mate 60
Huawei Mate 60 (ファーウェイ メイト シックスティー) は、ファーウェイがフラッグシップモデルのMateシリーズとして設計・開発・製造・販売するHarmonyOS搭載のハイエンドスマートフォンのシリーズである。  
Huawei Mate 50シリーズの後継機種となる。

## 端末一覧
- Mate 60
- Mate 60 Pro
- Mate 60 Pro+
- Mate 60 RS

## テクノロジー

### プロセッサー
Huawei Mate 60は、米国の制裁の中で開発された新しい中国の7nmマイクロプロセッサ技術を採用したチップを搭載している。
CPU HiSilicon Kirin 9000S は、HiSiliconのカスタム TaiShan マイクロアーキテクチャに基づく4つの高性能コア (最大 2.62 GHz で 1 つ、最大 2,150 MHzで3つ) とエネルギー効率に4優れたつのコア (最大 1,530 MHz) で構成されるSoC。 
また、最大 750 MHzで動作するMaleoon 910グラフィックスプロセッシングユニットを使用している。

### ネットワーク・通信
第三者機関によるテストでは、SIMカードを差し込んだ後、スマートフォンのネットワーク表示は5Gであることを示しておらず、ファーウェイはパラメーターの詳細で 5G のサポートについて言及していなかった。しかしネットワーク速度テストでは、5G並の速度であることが判明している。
また、ファーウェイは衛星通信端末としての機能を宣伝することに重点を置き、Mate 60シリーズは、Tiantongシステムによる衛星通話機能と、Beidouシステムによるショートメッセージ送受信機能に対応している。
さらに、Mate 60 シリーズは、Bluetooth と Wi-Fi の機能を強化された前提条件で組み合わせた近距離無線通信技術である NearLink もサポートしている。

### カメラ
DxOMarkは2023年末時点で、Huawei Mate 60 Pro+を世界最高のスマートフォンカメラとしている。